# Breiðholt
Breiðholt (isländskt uttal [ˈpreiːðˌhɔl̥t]) är ett distrikt i Reykjavik, Island. Det består av tre mindre stadsdelar: Neðra-Breiðholt, Efra-Breiðholt och Seljahverfi. Det är ett av Reykjaviks största distrikt och har 21 034 invånare (2015).

## Historia
Breiðholt var ursprungligen en liten by, och vid slutet av andra världskriget till 1960 växte Reykjaviks befolkning från 46 578 till 72 270 invånare. Bostadsbristen blev ett stort problem i staden vilket ledde till att familjer fick bo i små kalla baracker som armén lämnade bakom sig. Breiðholt var 1965 endast en liten by i utkanten av själva Reykjavik.
Under 1960-talet utvecklades staden mycket snabbt, och 1962 började man stadsplanera stadens alla kvarter, ett arbete som varade fram till 1983. På grund av befolkningstillväxten under 1960-talet började man planera bostäder i Breiðholt med en tanke om ett område med blandade familjehus och lägenheter. Breiðholt delades in i tre stadsdelar; den första nedre Breiðholt byggdes mellan 1966 och 1973, den andra delen under 1980-talet och det tredje området under 1985. År 1999 var Breiðholt Reykjaviks största distrikt med 22 030 invånare, en befolkning som sedan dess krympt.